# Casa Dona Maria
A Casa Dona Maria, igualmente conhecida como Palacete Colaço, é um edifício histórico na vila de Castro Verde, na região do Baixo Alentejo, em Portugal.

## Descrição e história
O imóvel consiste numa casa senhorial, uma habitação particular de grandes dimensões, com acesso pela Rua Fialho de Almeida. É considerado um dos ex-Libris da vila e um dos edifícios mais destacados no centro histórico de Castro Verde, devido à sua riqueza arquitectónica, principalmente na fachada posterior. Com efeito, a sua construção em cimento permitiu a instalação de vários elementos que eram considerados inovadores para a época. No exterior apresenta uma miscelânea de elementos em vários estilos, como janelas e portas de aparência neogótica, neo-manuelina e neo-islâmica, pequenas torres e varandas com vários níveis, que originalmente foram pensadas para serem envidraçadas, de forma a funcionarem como gaiolas. No interior destacam-se as fontes, fontes, os vitrais, as clarabóias e os elementos fingidos em cimento, que simulam os efeitos do mármore e da madeira.
Foi edificada na década de 1920 pelo abastado lavrador Álvaro Romano Colaço, durante uma fase de grande expansão do cimento como material construtivo. Em 2017 foi estreado o videclip Fadinho Alentejano, do Fadista Ricardo Ribeiro, que foi parcialmente filmado na Casa Dona Maria, com a colaboração dos herdeiros de Álvaro Romano Colaço.